# Chris Moberg
Christina Elisabet "Chris" Moberg, född 23 november 1964, är en svensk före detta fotbollsspelare.
Moberg representerade Gais mellan 1978 och 1990, och spelade sammanlagt 91 matcher för klubben i högsta serien.